# Парокија Санта Кроче (Тревизо)
Парокија Санта Кроче је насеље у Италији у округу Тревизо, региону Венето.
Према процени из 2011. у насељу је живело 95 становника. Насеље се налази на надморској висини од 144 м.